# 청주강서 나들목
청주강서 나들목(Cheongju-Gangseo IC)은 충청북도 청주시 흥덕구 강서동에 있는 중부고속도로의 하이패스 전용 나들목이다. 계획 당시 가칭은 '청주흥덕 나들목'이었다.

## 역사
- 2020년 5월 12일 : 2021년 10월까지 가칭 '청주흥덕 나들목' 설치공사를 위해 충청북도 청주시 흥덕구 강서동 3.04km 구간 도로구역 변경[1]
- 2020년 6월 : 착공
- 2023년 10월 3일 : 청주강서 나들목으로 명칭 확정
- 2024년 1월 31일 : 개통

## 구조물 정보
- 위치 : 충청북도 청주시 흥덕구 강서동

## 접속하는 도로
- 강서로
- 서현로